# Sem' njanek
Sem' njanek (Семь нянек) è un film del 1962 diretto da Rolan Antonovič Bykov.